# Negli occhi dell'assassino
Negli occhi dell'assassino è un film per la televisione italiano che è andato in onda il 13 settembre 2009, con protagonisti Antonella Troise, Antonio Cupo e Luca Ward, con la regia di Edoardo Margheriti.

## Trama
La scena si apre con l’aggressione di una donna che viene aggredita prima che riesca ad entrare nel suo appartamento da uno uomo dal volto coperto che indossa un cappellino con la scritta “”FBI” rossa che la trascina dentro con la forza.
Successivamente il cadavere della ragazza viene trovato da un inquilina del condominio. 
Il caso viene affidato al Commissario Andrea Baldini da poco alla omicidi. 
Il dottor Alessandro Visconti ritiene utile il parere di un esperto criminologo, il professor Giona De Falco un ex docente universitario e famoso profiler.
Attualmente De Falco è agli arresti in attesa di essere processato poiché ritenuto colpevole di aver ucciso sua moglie.
Il commissario Baldini è scettica ma accetta di consultare De Falco; il professore, inizialmente restio ad offrire la sua collaborazione, dopo un attento esame delle fotografie riguardanti l’omicidio, ci ripensa e decide di occuparsi del caso; chiamata la questura scagiona il presunto sospettato in quanto l’altezza non corrisponde, secondo De Falco, a quella che secondo lui dovrebbe essere quella dell’assassino.
Ottenuti gli arresti domiciliari e alcuni strumenti per poter lavorare; contro il parere del il Procuratore Capo, il superiore del dottor Visconti, il dottor Maurizio Lamberti; De Falco si mette subito al lavoro per tracciare il profilo dell’assassino che presumibilmente, a detta del professore, potrebbe tornare presto ad uccidere.
I sospetti di De Falco non tardano, questa volta il terreno di caccia è una piscina ed a farne le spese è una giovane ballerina di nuoto sincronizzato.
La peculiarità dell’assassino è quella di far trovare le vittime in luoghi differenti dal luogo in cui l’omicidio viene commesso.
Per De Falco il profilo del serial killer potrebbe corrispondere ad un “killer missionario”, vale a dire che per lui uccidere è una “missione”.
Sempre secondo De Falco l’omicida colpisce quelle persone che, secondo i suoi principi, non meritino di vivere.
De Falco chiede inoltre di trovare altre vittime di omicidio in cui il cadavere non si trova sul luogo dell’omicidio.
Viene scoperto così che il primo omicidio in cui il cadavere è stato spostato è quello di un attore di teatro trovato vicino ad una lapide con il numero “08”.
Il professor De Falco riesce così a trovare un filo conduttore tra le vittime: nel primo caso si tratta del numero dieci, corrispondente al numero dell’appartamento in cui la seconda vittima è stata ritrovata appoggiata all’uscio dello stesso, il terzo omicidio invece reca il numero sedici ossia l’età della vittima e l’otto il numero sulla lapide in cui fu ritrovata la prima vittima; ciò che De Falco scopre è che ciascun numero è legato ad un capitolo del suo manuale sui profili dei serial killer. 
Le vittime infatti rispecchiano la morte avvenuta per mano del serial killer descritto in ognuno dei capitoli corrispondenti, infatti il numero otto presente sulla lapide corrisponde al capitolo del suo libro.
Il professore spiega appunto, sia a Visconti che a Lamberti, che le prime due cifre che compongono l’anno sono state infatti rimosse volutamente dall’assassino e non si sono staccate da sole, proprio per far capire al profiler che l’assassino ha letto il suo libro e sta commettendo gli omicidi seguendo quanto De Falco descrive nel suo libro.
Lamberti, il Procuratore Capo, non è disposto a sostenere la tesi del criminologo, che indispettito, sostiene che con il prossimo omicidio, la vittima non solo verrà rapita, ma che sarà uccisa molto lentamente e dopo atroci sofferenze e che la colpa di tutto ciò sarà di Lamberti che non avrà ascoltato i suoi suggerimenti; il Procuratore decide pertanto di sollevare dalle indagini il professore.
Tuttavia, sia il dottor Visconti che il Commissario Baldini, non ritengono saggio estromettere De Falco dalle indagini e lo convincono a non abbandonare il caso.
Mentre una nuova ragazza viene rapita; De Falco, studiando il dossier sui vari casi, scopre che l’assassino lo sta sfidando e restano poche ore alla vittima prima che il serial killer la uccida.
Si riesce a scoprire dove il serial killer ha imprigionato Sara, la vittima del rapimento, che viene salvata appena in tempo prima che l’assassino riesca nel suo intento.
De Falco riesce a parlare con Sara e scopre indizi importanti che lo conducono a sospettare di un suo possibile ex allievo che lui ha bocciato.
Si scopre che è proprio un ex allievo del professore il killer seriale, il quale, dopo aver ripetuto tre volte uno degli esami del professore, ha subito un forte stress.
Matteo, questo il nome dello studente bocciato da De Falco, si reca da quest’ultimo mentre la Baldini e i suoi uomini interrogano sua madre una costumista.
Matteo e De Falco discutono sul modus operandi di Matteo e il professore fa notare tutta una serie di errori che Matteo avrebbe commesso nel compiere gli omicidi; sostenendo che è rimasto lo stesso studente fallito di allora umiliandolo, denigrandolo e dandogli del vigliacco.
Matteo ormai deluso da colui che tanto ammirava è pronto a sparare; ha capito che De Falco non lo approverà mai, si era preparato, aveva studiato fin nei più piccoli particolari il manuale del professore, si sentiva pronto e voleva dimostrare di aver studiato; ma adesso tutto ciò in cui credeva e aveva sperato è stato distrutto; ancora una volta, purtroppo, era stato respinto.
Matteo sta per aprire il fuoco sul suo ex docente; ma la Baldini irrompe nella stanza e spara a Matteo ferendolo, distratto dalla ferita Matteo apre il fuoco sul Commissario che viene ferito alla spalla e cade e nel mentre spara un secondo colpo che raggiunge il cuore di Matteo uccidendolo.
Finisce così il dramma di uno studente che non è riuscito a soddisfare le aspettative del suo professore.
Il film si conclude con il professor Giona De Falco che si allontana in canoa; finalmente questa volta sul lungo Tevere, mentre Visconti gli ricorda che fra due ore deve rientrare; sulle note di ”The Power of Love (Frankie Goes to Hollywood)”, brano amato dal professore e da sua moglie.
Giona forse ripensa a sua moglie, ripensa al processo che presto lo attenderà o  ripensa a Matteo uno studente che forse meritava di essere aiutato, ascoltato, capito.
No Giona non pensa a nulla di tutto ciò; lui, remata dopo remata, si allontana verso il tramonto della sua Roma, tramonto che un giorno spera di poter ammirare da uomo libero.